# 蒲刈フェリー
蒲刈フェリー株式会社（かまがりフェリー）は、広島県川尻町に本社のあった海運会社である。川尻町の川尻港と上蒲刈島（蒲刈町）を連絡する定期航路を運航していた。

## 概要
1975年（昭和50年）まで、上蒲刈島と本州を結ぶフェリー航路は、三之瀬瀬戸の向浜と呉市の仁方桟橋を結ぶ航路を安芸汽船が、田戸・宮盛・大浦と仁方桟橋及び川尻港を結ぶ航路を山陽商船がそれぞれ運営していた。
1976年（昭和51年）に蒲刈フェリー株式会社が新たに設立され、同年3月24日から山陽商船に代わって川尻発着便の運航を開始した。当初は山陽商船から譲渡されたフェリーによる運航であったが、1980年（昭和55年）に新造船「ななくに」（初代）、1987年（昭和62年）には両頭船「ななくに丸」が就航し、短距離ピストン輸送の体制を整えた。この間、1984年（昭和59年）には上蒲刈島田戸（蒲刈町）に置かれていた本社を川尻港（川尻町）に移転している。
2000年（平成12年）1月18日に安芸灘大橋が開通し、下蒲刈島及び上蒲刈島と本州が陸路で連絡されたのに伴い、航路は廃止された。その後も上蒲刈島（田戸・宮盛・大浦）には山陽商船・広今あきなだ高速による高速船航路が存続したほか、豊島大橋開通までは山陽商船による豊島・大崎下島へのフェリー航路もあったが、いずれも2008年（平成20年）までに廃止されている。また、川尻港にはせと観光ボートによる代替航路が就航した時期もあるが、短期間で廃止となり、2024年（令和6年）現在、関連する港湾に発着する定期航路は皆無となっている。

## 航路

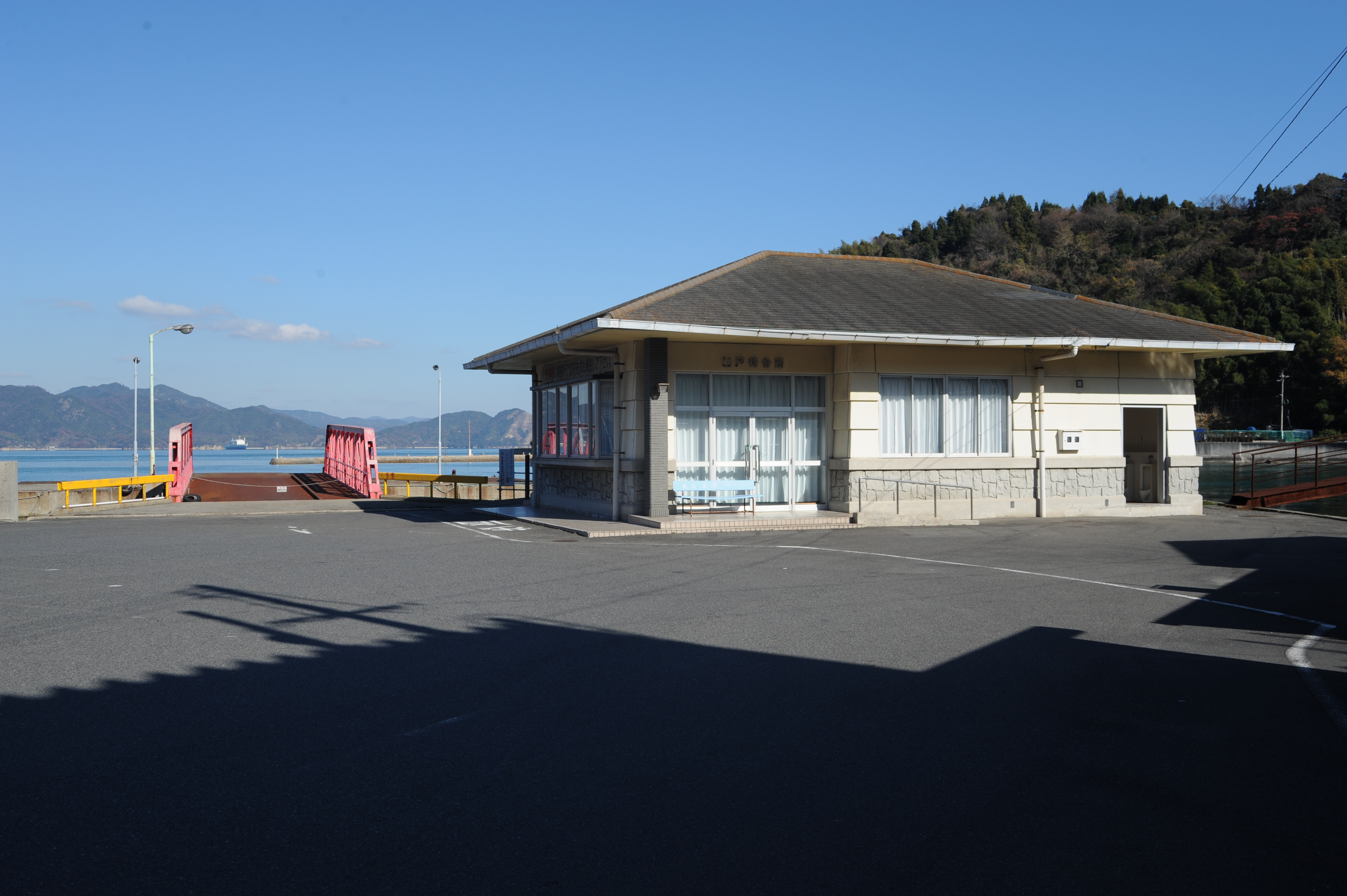
田戸港

- 川尻 - 田戸（上蒲刈島） - 宮盛（上蒲刈島） - 大浦（上蒲刈島）[3]

距離11.7km。川尻 - 田戸6.2km。
運航開始当初の航路。1980年には宮盛、大浦寄港を廃止し、最短航路に特化した。
- 仁方 - 田戸[1]

運航期間を通して、夜間の1往復のみ、仁方桟橋に発着していた。

## 船舶
下記のほか、予備船として山陽商船の各船が就航したが、割愛する。
- 第五さんよう[3]

1969年8月竣工、備南船舶工業建造。もと山陽商船。
155.00総トン、全長32.00m、型幅7.30m、型深さ2.70m、ディーゼル1基、機関出力200ps、航海速力8.5ノット、旅客定員146名。
引退後、寺岡鉄工所に売船。
- ななくに[5]（初代）

1980年4月竣工、備南船舶工業建造、船舶整備公団共有。
184.32総トン、全長33.00m、型幅9.00m、型深さ2.77m、ディーゼル1基、機関出力750ps、航海速力11ノット、旅客定員150名。
引退後、大島汽船に売船。
- ななくに丸[7]

1987年8月竣工、神原造船建造、船舶整備公団共有、両頭船。
251総トン、全長43.20m、型幅10.40m、型深さ3.20m、ディーゼル1基、機関出力950ps、航海速力9.5ノット、旅客定員150名、大型車2台、小型乗用車12台。
1994年、安芸津フェリーに売船、「第十やえしま」に改名。
- ななくに[8]（2代）

1992年10月竣工、神原造船建造、船舶整備公団共有、両頭船。
268総トン、全長43.20m、型幅10.40m、型深さ3.25m、ディーゼル1基、機関出力1,200ps、航海速力10.3ノット、旅客定員250名、乗用車12台、トラック2台。
2001年、せとうち物流が用船、「さくら2」に改名。